# Giovanni Tassoni
Pour les articles homonymes, voir Tassoni.
Giovanni Tassoni, né le 1er mars 1905 à Viadana et mort le 18 mars 2000 à Villafranca di Verona, est un anthropologue italien.

## Biographie
Il étudie les langues étrangères et la littérature à l'université de Venise et devient professeur d'italien en Suisse alémanique ; après la Seconde Guerre mondiale, Giovanni Tassoni rentre en Italie et s'installe à Vérone où il devient enseignant.
Il s'intéressa particulièrement au folklore lombard et aux minorités germanophones du nord de l'Italie, notamment aux Cimbres, et collabora aux revues Lares (it), Rivista di Etnografia, Quaderni di Antropologia, Terra Cimbra et In Rumagna.
Giovanni Tassoni fut membre de l'Accademia nazionale virgiliana, de la Deputazione di Storia Patria per le Antiche Provincie Modenesi, de la Societé Internationale d'Ethnologie et de Folklore (en), et du Curatorium Cimbricum Veronense.

## Publications
- Proverbi e indovinelli. Folklore mantovano, Florence, Olschki, 1955
- Note sul dialetto a Mantova, Mantoue, Gazzetta di Mantova, Supplément  N⁰5, 26 novembre 1960
- Tradizioni popolari del Mantovano, Florence, Olschki, 1964
- Fole mantovane, Florence, Olschki, 1971
- Arti e tradizioni popolari, Bellinzona, Casagrande, 1973
- Folklore e società, Florence, Olschki, 1977
- Proverbi lombardi commentati, Palerme, Edikronos, 1981
- Mantova uomini e cose, Suzzara, Casagrande, 1985
- Aspetti del folklore padano, Guidizzolo, R&S 1989
- Proverbi mantovani, Suzzara, Bottazzi, 1991
- Il gioco della signora : la strega, il rito e la magia (sous la direction d'Alberto Castaldini (it)), Mantoue, Tre Lune, 2006